# 제이스코홀딩스
제이스코홀딩스(영어: Jsco Holdings)는 대한민국의 철강 및 건설용 자재 기업이다.

## 재무
2023년 연결 매출액과 순손실은 각각 553억원, 244억원으로 지난 2019년부터 5년째 적자를 기록하며 오랜 실적 부진에 빠져있다.
2024년 운영자금 조달을 위해 제3자 배정증자 방식 유상증자를 하였으며
2024년 6월 국내 전환사채의 전환청구권 행사(행사가액은 1486원)로 발행된 신주 53만8358주가 이날 상장되었고 2024년 메리츠증권에서 빌려온 차입금 상환과 재무구조 개선을 위해 리딩투자증권과 함께 400억원 규모의 4회차 전환사채(CB) 발행 예정이다

## 탐사
필리핀에 위치한 1만5천 헥타르(ha) 면적의 부지에서 일 평균 3만7500t의 니켈을 채굴하는 프로젝트에 참여하고 있다

## 참고 문헌
1. ↑  제이스코홀딩스, '양극재 핵심소재' 필리핀 광산 니켈 첫 물량 선적 '임박'…60년 광업권 확보 '주목' 프라임경제 2025-08-20
2. ↑  제이스코홀딩스 ①CB 폭탄이 온다…2600만주 차익실현 ‘호시탐탐’, 인더뉴스, 2024년 1월 20일
3. ↑  한은비, 돈 안 되는 '연강선재'…적자 늪에 허우적, 딜사이트, 2024-09-03
4. ↑  제이스코홀딩스, 10억원 규모 유상증자 결정, 이데일리, 2024-01-08
5. ↑  신주 53만8358주 추가 상장' 제이스코홀딩스 주가 13%대 강세,국제뉴스, 2024.06.13
6. ↑  서영준, 제이스코홀딩스, CB 돌려막기 연장…리딩투자증권 자금줄로, 아이뉴스24, 2024-11-26
7. ↑  한상민 제이스코홀딩스 대표 "니켈 탐사보고서 8월 내 수령", 아이뉴스24, 2023-05-19